# Jüdischer Friedhof Hürben

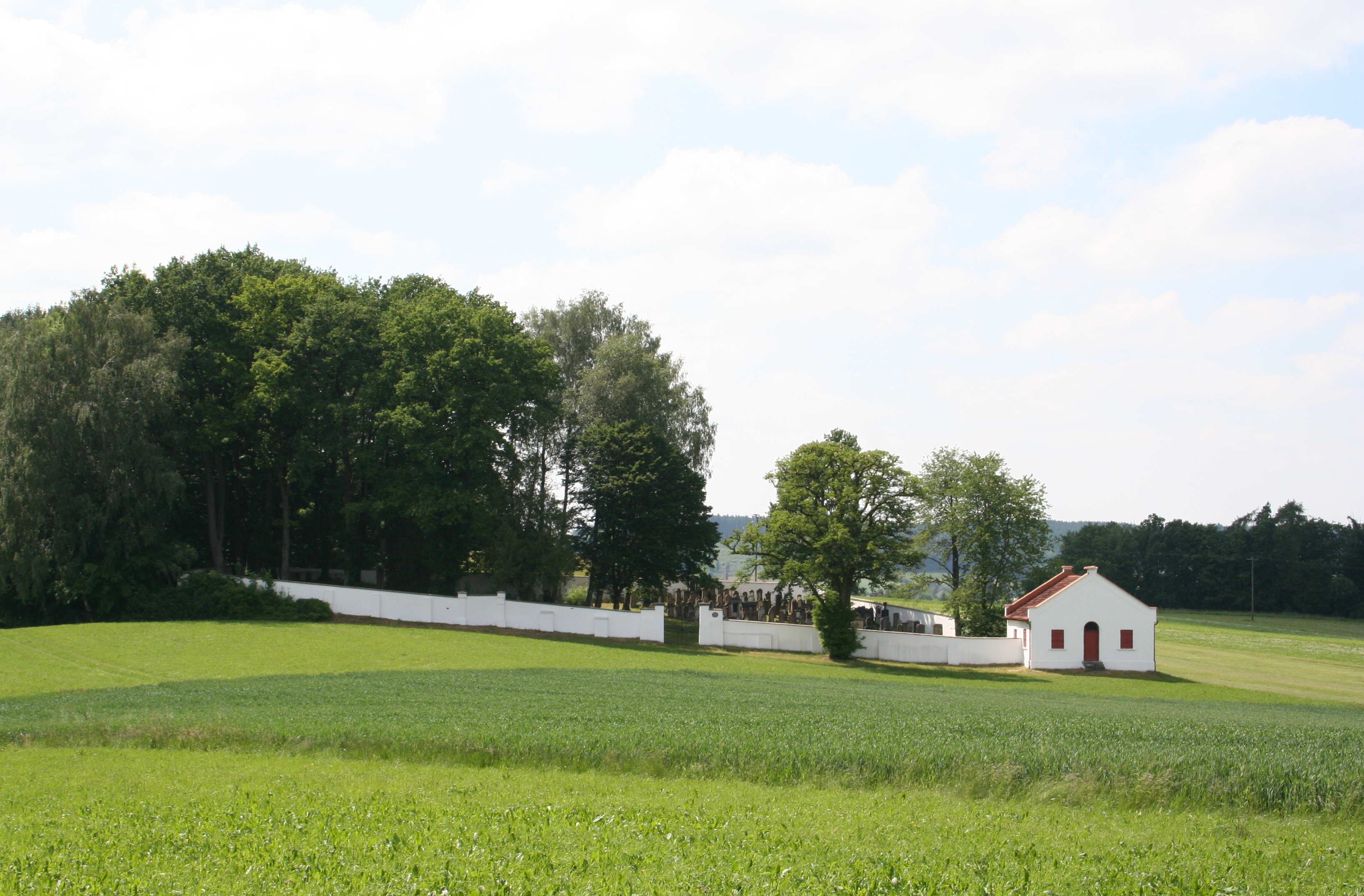
Jüdischer Friedhof Hürben mit Taharahaus

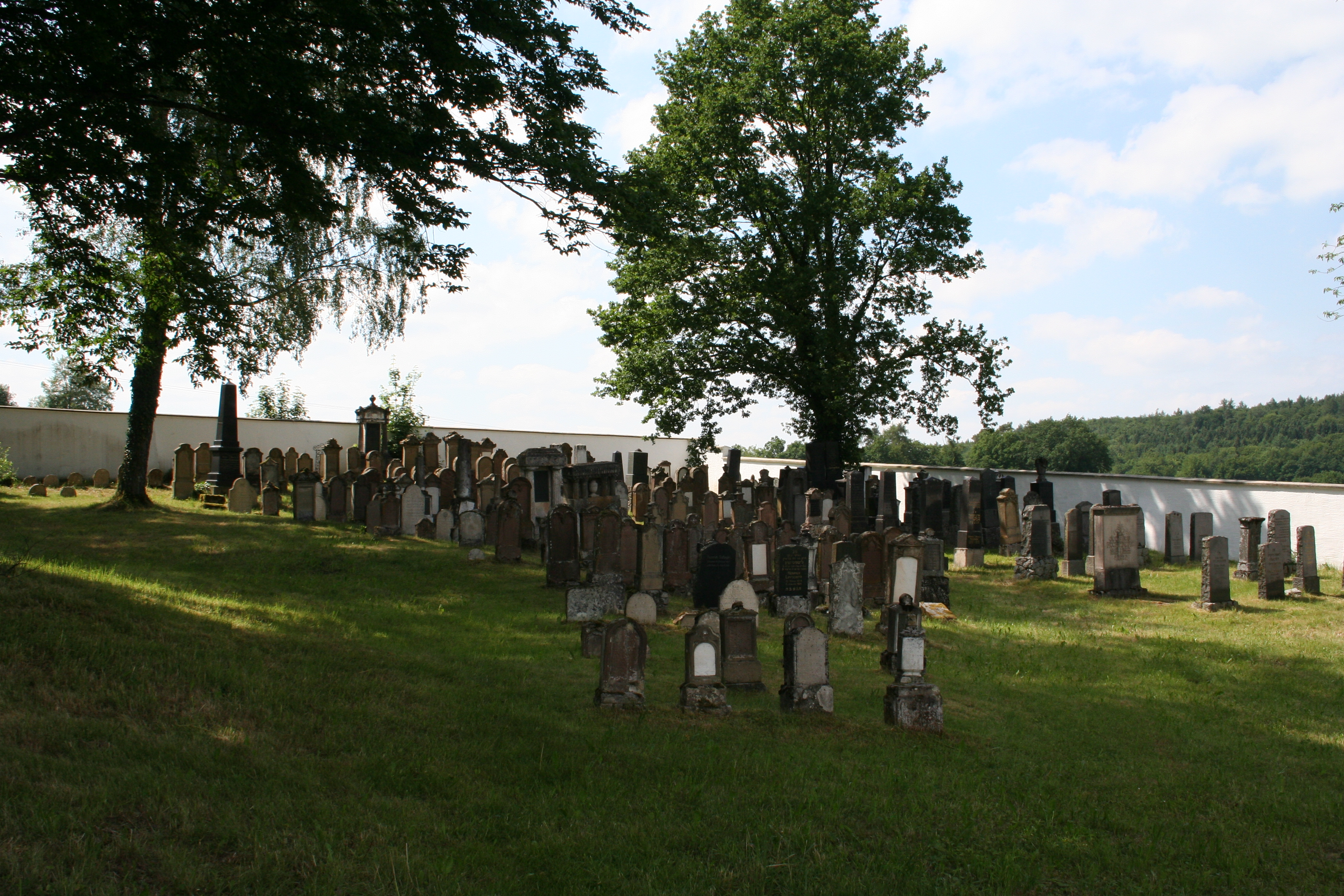
Grabsteine

Der Jüdische Friedhof bei Hürben, einem Dorf, das seit 1902 zur Stadt Krumbach im schwäbischen Landkreis Günzburg in Bayern gehört, wurde 1628 angelegt. Der jüdische Friedhof östlich von Hürben auf einer Anhöhe, am sogenannten Schelmenloh auf halbem Weg zwischen Hürben und dem Krumbad, ist ein geschütztes Baudenkmal.

## Geschichte
Die Toten der jüdischen Gemeinde Hürben wurden lange Zeit auf dem jüdischen Friedhof in Burgau beigesetzt, da der Vogt der Markgrafschaft Burgau den Hürbener Juden die Anlage eines eigenen Friedhofs verwehrte. Im Jahr 1628 wurde der Friedhof in Hürben dann doch genehmigt, bereits 1684 wurde der Friedhof erweitert.

## Beschreibung
Der circa 100 × 100 Meter große jüdische Friedhof wird über den Haupteingang im Osten erschlossen. Nach Westen liegen die Kindergräber, danach die Erwachsenengräber aus dem späten 19. bzw. Anfang des 20. Jahrhunderts. Nach Südwesten befinden sich die Gräber des ausgehenden 18. Jahrhunderts, ein Grabstein ist mit der Jahreszahl 1792 datiert. Im südlichen, 1628 angelegten Bereich mit dem ursprünglichen Eingang befinden sich die ältesten Gräber. Auf dem Friedhof sind heute noch circa 300 Gräber zu erkennen, die Grabsteine sind häufig aus Attenhausener Sandstein.

## Taharahaus
Das Taharahaus mit einem Wasch- und Brunnenhaus sowie einer früher benutzten Wohnung wurde 1898 gebaut. Es besitzt noch seine bauzeitliche Ausstattung mit Fenstern, Türen und Dielenböden.